# Аръндел
Аръндел (на английски: Arundel) е пазарен град и община в графство Западен Съсекс в южната част на Англия. Намира се на 79 км южно-югоизточно от Лондон, на 29 км западно от Брайтън и на 16 км източно от столицата на графството Чичестър. Други близки градове са Уортинг на изток-югоизток, Литълхамптън на юг и Богнор Реджис на югозапад. Река Арън преминава през западната част на града. Името се произнася по-близко до Еръндъл /ˈærəndəl/ или Андъл /ˈɑːndəl/ на местния диалект. Населението му е 3295 жители (2017 г.).
Най-известната забележителност на града е замъкът Аръндел, наследство от времето на норманите.